# Светско првенство у пливању у малим базенима 2000.
Светско првенство у пливању у малим базенима 2000. (енгл. 5th FINA World Swimming Championships (25m)) је било пето по реду светско првенство у пливању у малим базенима (базени дужине 25 метара) одржано у организацији Међународне федерације водених спортова (тадашње FINA). Такмичење је одржано у периоду 16 — 19. марта 2000, на базену ОАКА спортског комплекса, у атинском предграђу Маруси, у Грчкој. На првенству је учествовало до тада рекордних 563 такмичара из 78 земаља. Такмичења су се, као и годину дана раније на првенству у Хонгконгу, одвијала у 40 дисциплина, по 20 у обе конкуренције.
Сједињене Државе су по први пут у историји такмичење окончали као најуспешнија нација са освојене укупно 24 медаље, 9 златних, 7 сребрних и 8 бронзаних. Друго место по броју медаља заузели су спортисти из Шведске са 11 освојених медаља, од чега 7 златних, и то је био уједно и најбољи наступ такмичара из те земље у дотадашњој историји првенства. Трећепласирани су били репрезентативци Немачке са 13 медаља (од чега је 5 било златног сјаја). Укупно су 23 земље освајале медаље на овом такмичењу. На првенству је испливано укупно 15 нових светских рекорда, а од тог броја 6 рекорда су испливали амерички такмичари.
Најуспешнији такмичар на првенству у мушкој конкуренцији био је амерички репрезентативац Нил Вокер са освојених 5 златних и две сребрне медаље. Швеђанин Ларс Фреландер је такмичење окончао са освојене 3 златне медаље, док су по две златне медаље освојили Марк Фостер, Роман Слуднов и Јани Сиевинен.
У конкуренцији жена титулу најуспешније понела је Швеђанка Тересе Алсхамар која је такмичење окончала са 4 златне медаље и испливана два нова светска рекорда. Американка Џени Томпсон је освојила 2 злата и по једно сребро и бронзу, а по броју медаља су се још истакле и Јана Клочкова, Антје Бушулте и Сара Певе.
Тадашњу СР Југославију је представљао српски пливач Владан Марковић који је заузео 9. место у квалификацијама трке на 200 метара делфин стилом, док је на двоструко краћој деоници заузео 17. место.

## Освајачи медаља

### Мушкарци
| Дисциплина       |                                                                    | Резултат   |                                                                       | Резултат |                                                                         | Резултат |
| 50 м слободно    | Марк Фостер Велика Британија                                       | 21.58      | Брендон Дедекинд Јужна Африка                                         | 21.62    | Стефан Нистранд Шведска                                                 | 21.80    |
| 100 м слободно   | Ларс Фреландер Шведска                                             | 46.80      | Стефан Нистранд Шведска                                               | 47.73    | Скот Такер Сједињене Државе                                             | 47.82    |
| 200 м слободно   | Бела Сабадош Мађарска                                              | 1:45.27    | Масимилијано Росолино Италија                                         | 1:45.63  | Чед Карвин Сједињене Државе                                             | 1:45.79  |
| 400 м слободно   | Чед Карвин Сједињене Државе                                        | 3:41.13    | Пол Палмер Велика Британија                                           | 3:42.70  | Масимилијано Росолино Италија                                           | 3:43.68  |
| 1500 м слободно  | Јерг Хофман Немачка                                                | 14:47.57   | Игор Червински Украјина                                               | 14:48.20 | Чед Карвин Сједињене Државе                                             | 14:51.23 |
|                  |                                                                    |            |                                                                       |          |                                                                         |          |
| 50 м леђно       | Нил Вокер Сједињене Државе                                         | 23.99      | Лени Крајцелбург Сједињене Државе                                     | 24.24    | Родолфо Фалкон Куба                                                     | 24.32    |
| 100 м леђно      | Нил Вокер Сједињене Државе                                         | 50.75 СР   | Родолфо Фалкон Куба                                                   | 52.87    | Дерја Бујукунџу Турска                                                  | 52.88    |
| 200 м леђно      | Гордан Кожуљ Хрватска                                              | 1:53.31    | Бред Бриџвотер Сједињене Државе                                       | 1:53.87  | Володимир Николајчук Украјина                                           | 1:55.33  |
|                  |                                                                    |            |                                                                       |          |                                                                         |          |
| 50 м прсно       | Марк Варнеке Немачка                                               | 27.22      | Брендон Дедекинд Јужна Африка                                         | 27.27    | Олег Лисогор Украјина                                                   | 27.30    |
| 100 м прсно      | Роман Слуднов Русија                                               | 58.57      | Џу Ји Кина                                                            | 59.99    | Роман Ивановскиј Русија                                                 | 1:00.05  |
| 200 м прсно      | Роман Слуднов Русија                                               | 2:07.59 СР | Теренс Паркин Јужна Африка                                            | 2:07.91  | Андреј Иванов Русија                                                    | 2:09.90  |
|                  |                                                                    |            |                                                                       |          |                                                                         |          |
| 50 м делфин      | Марк Фостер Велика Британија                                       | 23.30      | Нил Вокер Сједињене Државе                                            | 23.46    | Сабир Мухамад Сједињене Државе                                          | 23.56    |
| 100 м делфин     | Ларс Фреландер Шведска                                             | 50.44 СР   | Џејмс Хикман Велика Британија                                         | 51.53    | Денис Силантијев Украјина                                               | 51.84    |
| 200 м делфин     | Џејмс Хикман Велика Британија                                      | 1:53.57    | Шамек Пјетуха Канада                                                  | 1:54.27  | Анатолиј Пољаков Русија                                                 | 1:54.47  |
|                  |                                                                    |            |                                                                       |          |                                                                         |          |
| 100 м мешовито   | Нил Вокер Сједињене Државе                                         | 52.79 СР   | Јани Сиевинен Финска                                                  | 54.08    | Џејмс Хикман Велика Британија                                           | 54.38    |
| 200 м мешовито   | Јани Сиевинен Финска                                               | 1:56.27    | Џејмс Хикман Велика Британија                                         | 1:56.86  | Масимилијано Росолино Италија                                           | 1:58.05  |
| 400 м мешовито   | Јани Сиевинен Финска                                               | 4:09.54    | Теренс Паркин Јужна Африка                                            | 4:10.56  | Мајкл Халика Израел                                                     | 4:10.90  |
|                  |                                                                    |            |                                                                       |          |                                                                         |          |
| 4x100 м слободно | Шведска Јохан Нистрем Ларс Фреландер Матијас Охлин Стефан Нистранд | 3:09.57 СР | Сједињене Државе Скот Такер Џош Дејвис Сабир Мухамад Нил Вокер        | 3:10.98  | Немачка Митја Цастров Штефан Хербст Кристијан Трегер Штефан Кунцелман   | 3:13.69  |
| 4x200 м слободно | Сједињене Државе Џош Дејвис Нил Вокер Скот Такер Чед Карвин        | 7:01.33 СР | Велика Британија Едвард Синклер Марк Спакман Пол Палмер Џејмс Салтер  | 7:03.06  | Русија Денис Пиманков Анатолиј Пољаков Дмитриј Чернишов Андреј Капралов | 7:05.24  |
| 4x100 м мешовито | Сједињене Државе Лени Крајцелбург Џерод Марс Нил Вокер Скот Такер  | 3:30.03    | Немачка Себастијан Халгаш Бјерн Новаковски Томас Рупрат Штефан Хербст | 3:31.77  | Велика Британија Нил Вајли Дарен Мју Џејмс Хикман Пол Белк              | 3:32.08  |

### Жене
| Дисциплина       |                                                                         | Резултат   |                                                                   | Резултат |                                                                     | Резултат |
| 50 м слободно    | Тересе Алсхамар Шведска                                                 | 23.59 СР   | Зандра Велкер Немачка                                             | 24.77    | Алисон Шепард Велика Британија                                      | 24.80    |
| 100 м слободно   | Тересе Алсхамар Шведска                                                 | 52.17 СР   | Џени Томпсон Сједињене Државе                                     | 53.14    | Мартина Моравцова Словачка                                          | 53.88    |
| 200 м слободно   | Јанг Ју Кина                                                            | 1:56.06    | Мартина Моравцова Словачка                                        | 1:56.46  | Наталија Барановскаја Белорусија                                    | 1:57.54  |
| 400 м слободно   | Линдзи Бенко Сједињене Државе                                           | 4:02.44    | Јана Клочкова Украјина                                            | 4:04.39  | Чен Хуа Кина                                                        | 4:06.63  |
| 800 м слободно   | Чен Хуа Кина                                                            | 8:17.03    | Брук Бенет Сједињене Државе                                       | 8:19.66  | Флавија Ригамонти Швајцарска                                        | 8:21.57  |
|                  |                                                                         |            |                                                                   |          |                                                                     |          |
| 50 м леђно       | Антје Бушсхулте Немачка                                                 | 27.90      | Мерилин Чанг Канада                                               | 28.03    | Кели Макмилан Аустралија                                            | 28.06    |
| 100 м леђно      | Зандра Велкер Немачка                                                   | 58.66      | Мерилин Чанг Канада                                               | 59.33    | Антје Бушсхулте Немачка                                             | 59.37    |
| 200 м леђно      | Антје Бушсхулте Немачка                                                 | 2:07.29    | Клементин Стони Аустралија                                        | 2:08.64  | Линдзи Бенко Сједињене Државе                                       | 2:08.85  |
|                  |                                                                         |            |                                                                   |          |                                                                     |          |
| 50 м прсно       | Сара Певе Јужна Африка                                                  | 30.66      | Хао Пинг Кина                                                     | 31.22    | Тара Кирк Сједињене Државе                                          | 31.47    |
| 100 м прсно      | Сара Певе Јужна Африка                                                  | 1:06.21    | Алицја Пенчак Пољска                                              | 1:07.69  | Јелена Богомазова Русија                                            | 1:08.27  |
| 200 м прсно      | Ребека Браун Аустралија                                                 | 2:23.41    | Алицја Пенчак Пољска                                              | 2:24.24  | Брук Хансон Аустралија                                              | 2:25.30  |
|                  |                                                                         |            |                                                                   |          |                                                                     |          |
| 50 м делфин      | Џени Томпсон Сједињене Државе                                           | 26.13      | Ана Карин Камерлинг Шведска                                       | 26.16    | Никола Џексон Велика Британија                                      | 26.85    |
| 100 м делфин     | Џени Томпсон Сједињене Државе                                           | 57.67      | Јохана Шеберг Шведска                                             | 57.96    | Карен Кемпбел Сједињене Државе                                      | 58.86    |
| 200 м делфин     | Мете Јакобсен Данска                                                    | 2:08.10    | Катрин Јеке Немачка                                               | 2:09.42  | Отилија Јенджејчак Пољска                                           | 2:09.61  |
|                  |                                                                         |            |                                                                   |          |                                                                     |          |
| 100 м мешовито   | Мартина Моравцова Словачка                                              | 59.71      | Меријен Лимперт Канада                                            | 1:02.00  | Аленка Кејжар Словенија                                             | 1:02.24  |
| 200 м мешовито   | Јана Клочкова Украјина                                                  | 2:08.97    | Мартина Моравцова Словачка                                        | 2:08.98  | Меријен Лимперт Канада                                              | 2:12.68  |
| 400 м мешовито   | Јана Клочкова Украјина                                                  | 4:32.45    | Никол Хецер Немачка                                               | 4:37.92  | Кејти Јевак Сједињене Државе                                        | 4:38.80  |
|                  |                                                                         |            |                                                                   |          |                                                                     |          |
| 4×100 м слободно | Шведска Ловис Јенке Тересе Алсхамар Ана Карин Камерлинг Јохана Шеберг   | 3:35.54    | Немачка Катрин Мајзнер Антје Бушсхулте Брита Штефен Зандра Велкер | 3:37.31  | Велика Британија Алисон Шепард Клер Хударт Карен Лег Карен Пикеринг | 3:37.93  |
| 4×200 м слободно | Велика Британија Клер Хударт Никола Џексон Карен Лег Карен Пикеринг     | 7:49.11 СР | Сједињене Државе Линдзи Бенко Брук Бенет Тами Стоун Џени Томпсон  | 7:50.59  | Кина Суен Дан Јанг Лина Ли Ђин Јанг Ју                              | 7:52.70  |
| 4×100 м мешовито | Шведска Тересе Алсхамар Ема Игелстрем Јохана Шеберг Ана Карин Камерлинг | 3:59.53    | Немачка Зандра Велкер Јане Шефер Катрин Јеке Катрин Мајзнер       | 4:01.47  | Сједињене Државе Џејми Рид Анита Нол Џени Томпсон Тами Стоун        | 4:02.51  |

## Биланс медаља
| Позиција    | Држава           | Злато | Сребро | Бронза | Укупно |
| ----------- | ---------------- | ----- | ------ | ------ | ------ |
| 1           | Сједињене Државе | 9     | 7      | 8      | 24     |
| 2           | Шведска          | 7     | 3      | 1      | 11     |
| 3           | Њемачка          | 5     | 6      | 2      | 13     |
| 4           | Велика Британија | 4     | 4      | 6      | 14     |
| 5           | Јужна Африка     | 2     | 4      | 0      | 6      |
| 6           | Украјина         | 2     | 2      | 3      | 7      |
| 7           | Кина             | 2     | 2      | 2      | 6      |
| 8           | Финска           | 2     | 1      | 0      | 3      |
| 9           | Русија           | 2     | 0      | 5      | 7      |
| 10          | Словачка         | 1     | 2      | 1      | 4      |
| 11          | Аустралија       | 1     | 1      | 2      | 4      |
| 12          | Мађарска         | 1     | 0      | 0      | 1      |
| 12          | Данска           | 1     | 0      | 0      | 1      |
| 12          | Хрватска         | 1     | 0      | 0      | 1      |
| 15          | Канада           | 0     | 4      | 1      | 5      |
| 16          | Пољска           | 0     | 2      | 1      | 3      |
| 17          | Италија          | 0     | 1      | 2      | 3      |
| 18          | Куба             | 0     | 1      | 1      | 2      |
| 19          | Белорусија       | 0     | 0      | 1      | 1      |
| 19          | Швајцарска       | 0     | 0      | 1      | 1      |
| 19          | Турска           | 0     | 0      | 1      | 1      |
| 19          | Словенија        | 0     | 0      | 1      | 1      |
| 19          | Израел           | 0     | 0      | 1      | 1      |
| Укупно (23) | Укупно (23)      | 40    | 40     | 40     | 120    |